# Еврейска съпротива
Еврейската съпротива е съпротивително движение на евреите в Европа по време на Втората световна война, насочено срещу Холокоста от Нацистка Германия.
То включва множество идеологически разнородни групи, често действащи в рамките на местни съпротивителни движения. Предимно еврейски групи на съпротивата се организират главно в гетата, в които избухват поредица от въстания, както и в концентрационните лагери, но в някои области действат и еврейски партизански отряди.